# روشان سيباستيان
روشان سيباستيان (بالإنجليزية: Roshan Sebastian)‏ هو مغني هندي، ولد في 19 يونيو 1997.